# Plagiothecium subglaucum
Plagiothecium subglaucum är en bladmossart som beskrevs av George Henry Kendrick Thwaites och Mitten 1873. Plagiothecium subglaucum ingår i släktet sidenmossor, och familjen Plagiotheciaceae. Inga underarter finns listade i Catalogue of Life.